# Diego Casanova
Diego Casanova (Maipú, 1980) conocido como El Matapresos, es un asesino en serie argentino. Ganó notoriedad cuando se supo que era responsable de varios asesinatos perpetrados entre las décadas de 2000 y 2010, además de haber participado en 67 riñas y varios motines.
Los peritos lo describen como un preso altamente peligroso y de comportamiento psicópata, uno de los «asesinos seriales más crueles de la historia criminal argentina».

## Vida personal
Poco se conoce de su vida antes de su aprensión. Se sabe que nació en 1980 en la ciudad de Maipú, provincia de Mendoza. Fanático del Club Deportivo Maipú; los de su barrio, quienes le llamaban Gordo Picurú, cuentan que empezó a delinquir desde muy joven. Sería apresado en 2004 por un robo, pero sería liberado a las pocas semanas. Más tarde ese mismo año volvería a ser puesto tras las rejas, pero esta vez por un asesinato cometido en situación de robo. Por este hecho fue condenado a 20 años de prisión.
En abril de 2012 otro reo le clavó una faca en el ojo izquierdo, perdiéndolo. Desde entonces también es conocido como "El Tuerto".
Su comportamiento detrás de las rejas es considerado pésimo por parte de los trabajadores y los otros reclusos. Ha estado involucrado en más de 67 riñas y motines, así como tener otras grandes fallas. Los peritos lo han descrito como un antisocial y psicópata, por lo que vive medicado con ansiolítico; de otro modo, su comportamiento se vuelve violento, teniendo impulsos de agredir a los demás sin razón. Es por esto que vive apartado de los demás presos y en una celda completamente solo, después de que en 2016 asesinara a su compañero mientras dormía.
Se dice que los demás presos viven con miedo al saber que comparten pabellón con él.

## Víctimas

### Francisco Quevedo
El 14 de octubre de 2004, Diego Casanova junto a un cómplice allanaron una casa situada en barrio México, Maipú, con el fin de robar el dinero del interior. El dueño, un jubilado de 67 años llamado Francisco Quevedo, se despertó durante el hecho, por lo que Casanova lo asesinó, apuñalándolo. Tras el hecho, él y su cómplice colocaron el cadáver de Quevedo en el sillón, mirando a la puerta, y con una frazada en su regazo en un intento de no generar sospechas. No obstante, una niña de 12 años observó este movimiento y advirtió a las autoridades. Casanova sería atrapado más tarde ese día, siendo sentenciado a 20 años de prisión por el hecho y trasladado al penal Boulogne Sur Mer.

### Diego Ferranti y Gerardo Gómez
Diego Ferranti y Gerardo Gómez eran dos presos que habían participado en un motín sucedido en otra cárcel, por lo que fueron trasladados al penal de Boulogne Sur Mer con el fin de protegerlos, ya que debían declarar sobre las razones del motín. No obstante, dicho traslado les costó la vida, ya que tan sólo un día después de que llegasen a Boulogne Sur Mer, el 17 de junio de 2006, fueron encontrados muertos; sus cuerpos estaban envueltos en sabanas y tenían varias puñaladas. Los responsables del hecho fueron Diego Casanova y otros cuatro cómplices, aunque se desconoce lo que desató el asesinato de ambos. Por este hecho, Casanova y otros tres presos fueron condenados a perpetua.

### José Manuel Cruz Castillo
José Manuel Cruz Castillo estaba en detención por asaltar a una pareja en la salida de un boliche. Había pasado un mes dentro del penal de Boulogne Sur Mer cuando fue asesinado por Casanova el 27 de noviembre de 2006. Casanova envolvió a Cruz Castillo con una sabana mientras dormía y lo apuñaló 20 veces. Luego arrastró el cadáver envuelto en la sabana hasta la puerta del pabellón. Por este hecho fue condenado a 12 años más.

### Darío Vega González
Casanova fue trasladado al penal de Almafuerte a principios del 2010 debido a los incidentes anteriores.   
El 24 de abril de 2010, Casanova y otros dos prisiones iniciaron un motín en dicho penal. Uno de los prisioneros simuló tener convulsiones, obligando a los guardias a abrir la celda para intentar ayudar; sin embargo, todo era una farsa, y los cuatro presos procedieron a tomar de rehenes a los guardias. En la revuelta, Casanova mató a Darío Vega González de 35 años, quien se encontraba en la prisión por abuso sexual. Después del asesinato, Casanova y los demás liberaron a los 5 guardias y se entregaron. Además, según afirmó Casanova, solo buscaba llamar la atención para que lo cambiaran de prisión. Por esta muerte, Casanova sería condenado a una segunda cadena perpetua.

### Andrés Florentino Peñaloza
Andrés Florentino Peñaloza era un prisionero de 17 años que cumplía condena por secuestro y asesinato. Fue él quien pidió a las autoridades de la cárcel ser movido a la celda donde estaba Diego Casanova. A este punto, Casanova era un preso antisocial, y que había sido apartado de los demás debido a los asesinatos que realizó previamente. No obstante, Peñaloza intentó entablar una amistad con él, con el fin de que le dé seguridad, ya que se trataba de un preso muy temido. La convivencia entre ambos duró 45 días, ya que el 29 de mayo de 2016, Casanova mató a Peñaloza, golpeándolo en la cabeza en reiteradas ocasiones con una barreta fabricada artesanalmente. Casanova reaccionó de forma indiferente ante este asesinato, tomándole más importancia durante el interrogatorio al hecho de que ese día tendría visitas, y al hecho de que su ropa estaba sucia por la sangre y sesos de su víctima.